# مبارك عطا مبارك
مبارك عطا مبارك (بالإنجليزية: Mubarak Ata Mubarak) ولد في 17 ديسمبر 1981، هو لاعب قفز حواجز سعودي. أفضل وقت شخصي له هو 13.68 ثانية حققه في يوليو 2004 في فنلندا.
فاز بالميدالية الذهبية في بطولة آسيا عام 2000 والميدالية الفضية في بطولة آسيا عام 2002 واحتل المركز الخامس في بطولة آسيا عام 2005. كما شارك أيضا في بطولة العالم لعام 2001 وكذلك دورة الألعاب الأولمبية في 2000 و 2004.

## سجل المنافسة
| العام             | المسابقة                                      | المكان               | المركز            | حدث               | ملاحظة            |
| ينافس لـ السعودية | ينافس لـ السعودية                             | ينافس لـ السعودية    | ينافس لـ السعودية | ينافس لـ السعودية | ينافس لـ السعودية |
| ----------------- | --------------------------------------------- | -------------------- | ----------------- | ----------------- | ----------------- |
| 1999              | بطولة آسيا للناشئين                           | سنغافورة             | 6                 | 110 م حواجز       | 14.79             |
| 2000              | بطولة آسيا                                    | جاكرتا               | 1                 | 110 م حواجز       | 14.02             |
| 2000              | بطولة آسيا                                    | جاكرتا               | 3                 | 4x100 م تتابع     | 39.60             |
| 2000              | دورة الألعاب الأولمبية                        | سيدني                | 30                | 4x100 م تتابع     | 39.94             |
| 2001              | بطولة العالم                                  | إدمونتون             | 22                | 110 م حواجز       | 13.98             |
| 2001              | بطولة العالم                                  | إدمونتون             | 9                 | 4x100 م تتابع     | 39.04             |
| 2002              | بطولة آسيا                                    | كولمبو               | 2                 | 110 م حواجز       | 13.96             |
| 2002              | دورة الألعاب الآسيوية                         | بوسان                | 5                 | 110 م حواجز       | 14.07             |
| 2002              | دورة الألعاب الآسيوية                         | بوسان                | 5                 | 4x100 م تتابع     | 40.00             |
| 2003              | بطولة العالم                                  | باريس                |                   | 4x100 م تتابع     |                   |
| 2004              | ألعاب القوى في الألعاب الأولمبية الصيفية 2004 | أثينا                | 40                | 110 م حواجز       | 13.81             |
| 2004              | الألعاب العربية                               | الجزائر (مدينة)      | 2                 | 110 م حواجز       | 13.71             |
| 2004              | الألعاب العربية                               | الجزائر (مدينة)      | 1                 | 4x100 م تتابع     | 39.40             |
| 2005              | ألعاب التضامن الإسلامي                        | مكة                  | 1                 | 110 م حواجز       | 13.70             |
| 2005              | بطولة آسيا                                    | إنتشون (مدينة حاضرة) | 6                 | 110 م حواجز       | 14.13             |
| 2005              | بطولة آسيا                                    | إنتشون (مدينة حاضرة) | 3                 | 4x100 م تتابع     | 39.25             |
| 2006              | دورة الألعاب الآسيوية                         | الدوحة               | 9                 | 110 م حواجز       | 14.24             |
| 2006              | دورة الألعاب الآسيوية                         | الدوحة               | 6                 | 4x100 م تتابع     | 40.18             |
| 2009              | بطولة آسيا                                    | قوانتشو              | 7                 | 110 م حواجز       | 14.61             |

## وصلات خارجية
- مبارك عطا مبارك على موقع الاتحاد الدولي لألعاب القوى (الإنجليزية)
- مبارك عطا مبارك على موقع أوليمبيديا (الإنجليزية)